# Angianthus
Angianthus là một chi thực vật có hoa trong họ Cúc (Asteraceae). Tất cả các loài thuộc chi này đều là loài đặc hữu của Úc.

## Phân loại
Chi này được Johann Christoph Wendland mô tả lần đầu năm 1810, với loài đầu tiên là Angianthus tomentosus. Tên của chi bắt nguồn từ angeion trong tiếng Hy Lạp có nghĩa là cái bình hoặc cái cốc, và anthos, có nghĩa là hoa. Angianthus tomentosus, dù ban đầu được xem như loài điển hình, nhưng hiện nay lại được xem là đồng nghĩa của Siloxerus tomentosus, dù vậy thì tên chi Angianthus vẫn được giữ lại thay vì sử dụng Siloxerus.

## Loài
Tính đến  tháng 5 năm 2024, Plants of the World Online chấp nhận các loài sau đây:
- Angianthus acrohyalinus Morrison
- Angianthus brachypappus F.Muell.
- Angianthus conocephalus (J.M.Black) P.S.Short
- Angianthus cornutus P.S.Short
- Angianthus cunninghamii Benth.
- Angianthus cyathifer P.S.Short
- Angianthus drummondii Benth.
- Angianthus glabratus P.S.Short
- Angianthus globuliformis M.Lyons & Keighery
- Angianthus halophilus Keighery
- Angianthus microcephalus Benth.
- Angianthus micropodioides (Benth.) Benth.
- Angianthus milnei Benth.
- Angianthus newbeyi P.S.Short
- Angianthus phyllocalymmeus (F.Muell.) Druce
- Angianthus preissianus (Steetz) Benth.
- Angianthus prostratus P.S.Short
- Angianthus pygmaeus Benth.
- Angianthus uniflorus P.S.Short

## Hình ảnh

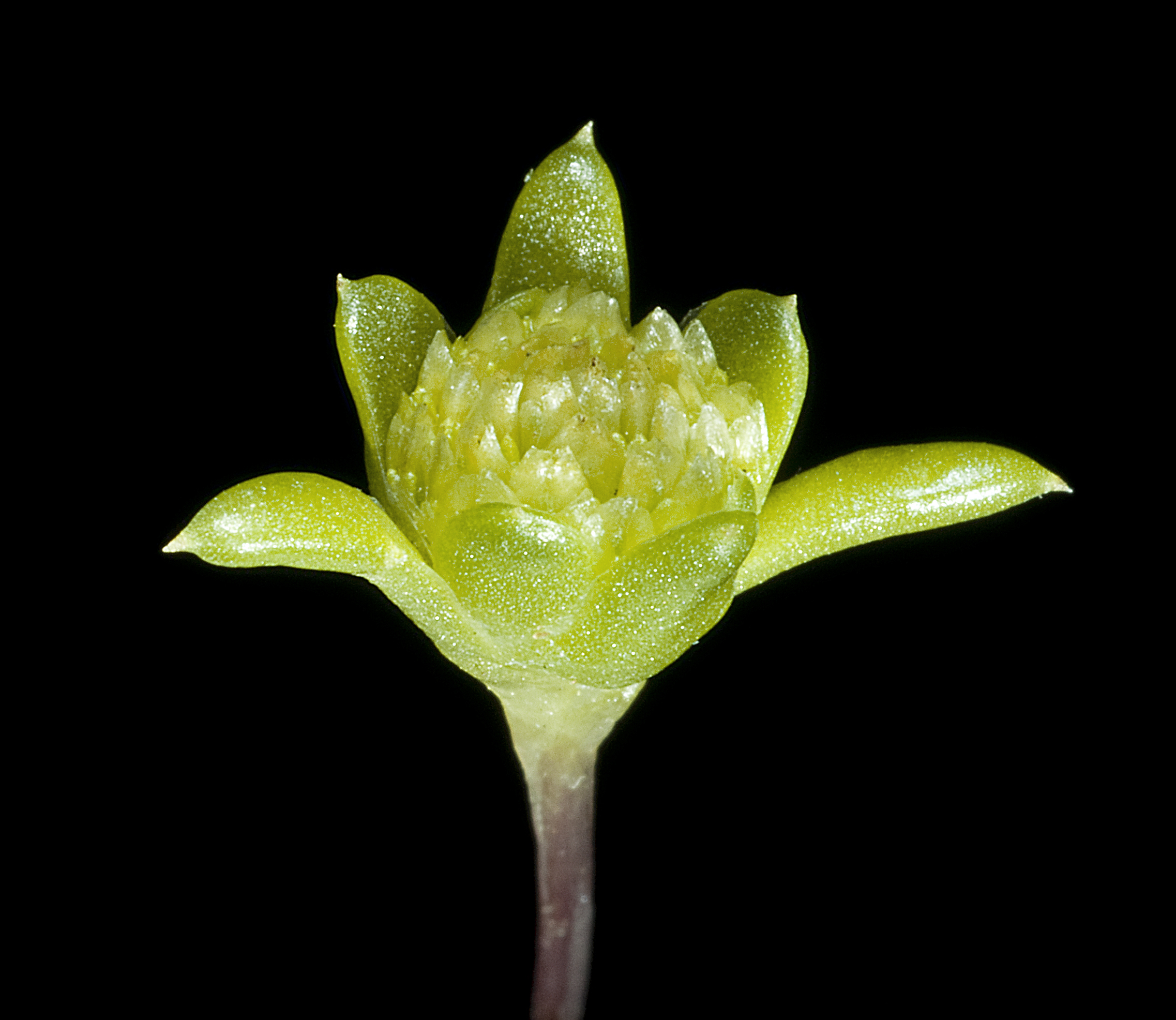
A. preissianus
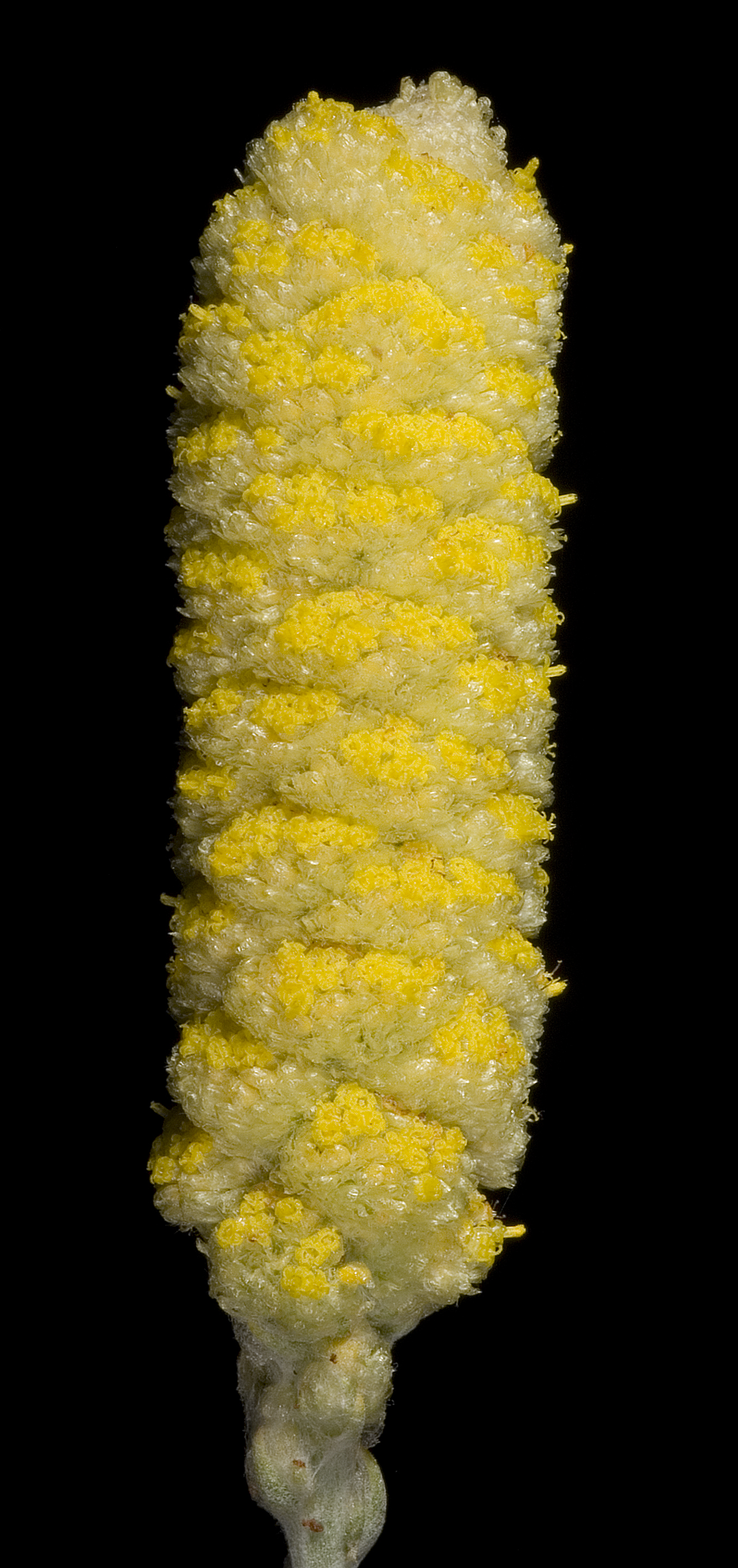
A. acrohyalinus
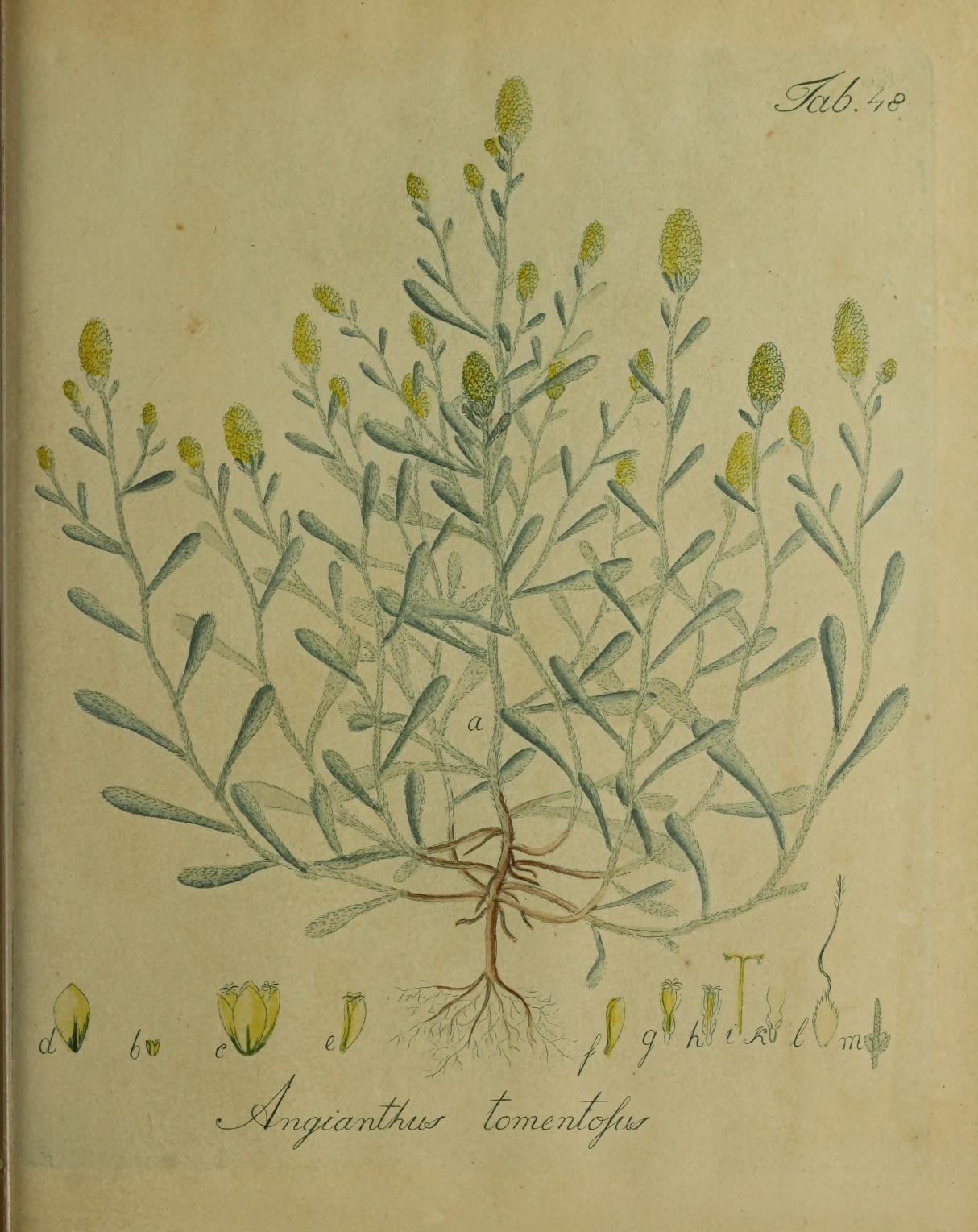
A. tomentosus (t. 48, Wendland)